# Stephen Hammond
Stephen Hammond (Acra, Ghana, 6 de agosto de 1996) es un futbolista ghanés. Juega de centrocampista y su equipo actual es el Levadiakos de la Superliga de Grecia.

## Clubes
| Club                  | País   | Año       | Part. | Goles |
| --------------------- | ------ | --------- | ----- | ----- |
| R. C. D. Mallorca "B" | España | 2016-2019 | 55    | 5     |
| Doxa Drama F. C.      | Grecia | 2019-2021 | 33    | 1     |
| Levadiakos F. C.      | Grecia | 2021-     | 30    | 1     |

## Palmarés

### Campeonatos nacionales
| Título                      | Club             | País   | Año     |
| --------------------------- | ---------------- | ------ | ------- |
| Segunda Superliga de Grecia | Levadiakos F. C. | Grecia | 2021-22 |